# Rafael Leão
Rafael Alexandre da Conceição Leão (Almada, 10. lipnja 1999.) portugalski je nogometaš koji igra na poziciji lijevog krila. Trenutačno igra za Milan.

## Klupska karijera

### Rana karijera
Tijekom svoje omladinske karijere Leão je igrao za Amoru, Foot 21 i Sporting CP.

### Sporting CP
Za Sporting CP B, drugu momčad Sporting CP-a debitirao je 21. svibnja 2017. i postigao gol u utakmici protiv druge momčadi Brage koja je završila 1:1.
Za prvu momčad je debitirao 11. veljače 2018. u ligaškoj utakmici protiv Feirensea koji je poražen 2:0.
S klubom je 14. lipnja 2018. raskinuo ugovor zbog incidenta u kojem su navijači napali igrače i klupsko osoblje Sporting CP-a.

### Lille
Dana 8. kolovoza 2018. Leão je potpisao petogodišnji ugovor s Lilleom. Za Lille je debitirao 30. rujna kada je zamijenio Loïca Rémyja u 78. minuti ligaškog susreta u kojem je Lille dobio Marseille 3:0. Svoj prvi ligaški gol Leão je postigao 27. listopada u svom idućem nastupu za klub i to protiv Caena koji je poražen 1:0. Za Lille je igrao samo jednu sezonu u kojoj je postigao 8 gola u 26 susreta. S Lilleom je osvojio drugo mjesto u ligi.

### Milan

#### Sezona 2019./20.
Dana 1. kolovoza 2019. potpisao je petogodišnji ugovor s Milanom za iznos od 23 milijuna eura. U Serie A debitirao je 25. kolovoza kada je Milan izgubio 1:0 od Udinesea. Svoj prvi klupski pogodak postigao je 29. rujna u ligaškom susretu protiv Fiorentine od koje je Milan izgubio 1:3.

#### Sezona 2020./21.
Dvaput je bio strijelac 4. listopada 2020. kada je Milan u ligi pobijedio Speziju 3:0. Dana 29. listopada postigao je svoj prvi pogodak u UEFA Europskoj ligi i to protiv Sparte Prag koja je poražena 3:0. Dana 20. prosinca postigao je pogodak u 6. sekundi utakmice u kojoj je Milan pobijedio Sassuolo 2:1 te je time srušio rekord za najbrže postignuti pogodak u povijesti Serie A i Lige petica. Postigao je posljednji gol 3. siječnja 2021. u utakmici protiv Beneventa koja je završila 2:0. Tada je bio star 21 godinu i 207 dana te je postao drugi najmlađi stranac u povijesti koji je postigao deset golova za Milan (najstariji je Alexandre Pato koji je bio star 19 godina i 19 dana kada je postavio rekord).

#### Sezona 2021./22.
U UEFA Ligi prvaka debitirao je 15. rujna 2021. kada je asistirao Anti Rebiću u utakmici UEFA Lige prvaka 2021./22. u kojoj je Liverpool pobijedio Milan 3:2. Trinaest dana kasnije Leão je postigao svoj prvi pogodak u tom natjecanju i to protiv Atlético Madrida koji je dobio utakmicu 2:1. U svom 100. nastupu za Milan, Leão je 13. veljače 2022. postigao jedini gol u ligaškoj utakmici protiv Sampdorije. Također je postigao jedini gol u ligaškoj utakmici protiv Fiorentine odigrane 1. svibnja. Tada je postao najmlađi Portugalac koji je postigao deset golova u nekoj sezoni Serie A.  Dana 22. svibnja Leão je prvi put postigao tri asistencije u nekoj utakmici i to protiv Sassuola koji je poražen 3:0. Tom pobjedom Milan je nakon 11 godina postao prvakom Italije. U sezoni 2021./22. Leão je postigao 11 golova i 10 asistencija u 34 ligaška nastupa te je imenovan najboljim igračem lige za tu sezonu.

## Reprezentativna karijera
Bio je član omladinskih selekcija Portugala do 16, 17, 19, 20 i 21 godinu.
Sa selekcijom do 17 godina osvojio je Europsko prvenstvo održano u Azerbajdžanu 2017. Sa selekcijom do 19 godina osvojio je srebrenu medalju na Europskom prvenstvu 2017. održanom u Gruziji te je imenovan članom najbolje momčadi natjecanja. Srebrenu medalju također je osvojio na Europskom prvenstvu do 21 godine održanom 2021. u Sloveniji i Mađarskoj.
Za A selekciju je debitirao 9. listopada 2021. kada je na poluvremenu zamijenio Cristiana Ronalda i asistirao Andréu Silvi u prijateljskoj utakmici protiv Katara koja je završila 3:0.

## Priznanja

### Individualna
- Najbolji igrač Serie A: 2021./22.[26]
- Član momčadi natjecanja Europskog prvenstva do 19 godina: 2017.[30]

### Klupska
Sporting CP
- Taça da Liga: 2017./18.

Milan
- Serie A: 2021./22.[33]

### Reprezentativna
Portugal do 17
- Europsko prvenstvo do 17 godina: 2016.[34]

## Vanjske poveznice
- Rafael Leão, National-Football-Teams.com‎ (engl.)
- Profil, Portugalski nogometni savez
- Profil, Transfermarkt